# Mönstring (värnplikt)
Mönstring innebär att personer kallas till en myndighet för bedömning av lämplighet för plikttjänstgöring.

## Sverige
Inkallning görs antingen med stöd av pliktlagen till värnplikt, eller till frivilligt anmälda för värnplikt. I Sverige ansvarar Plikt- och prövningsverket för mönstring och inskrivning till värnplikt och civilplikt.
Vid mönstringen kontrolleras de inkallades fysiska hälsa och förmåga (styrketest, konditionstest, medicinsk bedömning, kända allergier osv.), den mentala förmågan (teoretisk problemlösning, språk, psykiatrisk historia) samt annan lämplighet (t.ex. skepparexamen, jägarexamen, teknisk utbildning, lojalitets- och pålitlighetsfrågor, med mera). Slutligen tillfrågas den inkallade om egna intressen och önskemål om placering. Därefter fattas beslut om befattning baserat på myndigheternas behov, vilka krav den tilltänkte uppfyller och vederbörandes eventuella önskemål.

## Finland
I Finland förrättas uppbåd av värnpliktiga av 12 uppbådsnämnder, en för varje militärlän (tidigare militärdistriktsvis). En uppbådsnämnd består av kommendören för militärlänet eller annan därtill förordnad officer som ordförande och som ledamöter sekreteraren för uppbådsärendena i länet och en representant för varje kommun som uppbådsförrättningen omfattar. Vid uppbådsbesiktningen, som vanligen äger rum det år den värnpliktige fyller 19 år, sker läkargranskning, varvid tjänstedugligheten fastställs.